# Saudi Vision 2030
Saudi Vision 2030 (arabiska: رؤية السعودية 2030) är en saudiarabisk plan och strategi för landets utveckling fram till år 2030. Ett övergripande mål är att diversifiera ekonomin och minska beroendet av oljeexport, men parallellt med detta att också satsa på sektorer såsom utbildning, hälsovård, infrastruktur samt rekreation och turism. Planen offentliggjordes den 25 april 2016 av kronprins Mohammed bin Salman.